# Admir Mehmedi
Admir Mehmedi (Gosztivar, 1991. március 16. –) macedóniai albán származású svájci labdarúgó, 2018-tól a német első osztályban szereplő VfL Wolfsburg és a svájci válogatott játékosa.

## Pályafutása

### Bayer Leverkusen
A 2014-15-ös idény végén kieső Freiburgból Mehmedit a bajnokság egyik élcsapata, a Bayer Leverkusen vásárolta ki 8 millió euró ellenében. Igen jól kezdett új csapatában, augusztusban a Lazio elleni BL-selejtezőn rögtön gólt szerzett. Ám a szezon kezdetén a csapathoz igazoló mexikói "szupersztár", Chicharito érkezésével hirtelen a cserepadra szorult. Szerencséjére ekkor a koreai Szon távozásával megüresedett egy szélső támadói pozíció, melyet így az idény nagy részében ő tölthetett be. Ezalatt a bajnokságban két gólt és hét gólpasszt jegyzett, de a BL-ben ment neki igazán, itt a gyógyszergyáriak hat csoportmérkőzéséből négyen is betalált. Márciusra azonban a remek formában játszó fiatal Julian Brandt kiszorította a kezdőcsapatból.

### VfL Wolfsburg
2018. január 31-én a VfL Wolfsburg szerződtette.

## Válogatottság
Mehmedi fiatalkora óta több korosztályos svájci válogatottban is szerepelt. Tagja volt a 2008-as U17-es Eb-n szereplő svájci csapatnak, illetve szerepelt a 2009-es U19-es Eb-n. Mindkét esetben a csoportkörben búcsúztak. A 2011-es U21-es Eb-n azonban egészen a döntőig jutott a svájci válogatottal. A torna legtöbb mérkőzését végigjátszotta, a Fehéroroszország elleni csoportmeccsen két gólt is szerzett, majd a Csehország elleni elődöntő hosszabbításában az ő találata döntött. Végül a döntőben alulmaradtak a spanyolokkal szemben 0:2 arányban.

A felnőtt válogatottban 2011 nyarán, 20 évesen, Ottmar Hitzfeld edzősége alatt debütált egy Anglia elleni Eb-selejtezőn. Első válogatott gólját 2012 májusában a Németország elleni látványos 5:3 arányú győzelem során szerezte. Tagja volt a 2014-es világbajnokságon a nyolcaddöntőig jutó svájci válogatottnak. A tornán minden mérkőzésen szerephez jutott, Ecuador ellen gólt is szerzett. 2016 tavaszán bekerült a franciaországi Európa-bajnokságra utazó svájci keretbe.

### Válogatott góljai
| #  | Időpont          | Helyszín                                                 | Ellenfél    | Gólok | Eredmény | Kiírás                                         |
| -- | ---------------- | -------------------------------------------------------- | ----------- | ----- | -------- | ---------------------------------------------- |
| 1. | 2012. május 26.  | St. Jakob-Park, Bázel, Svájc                             | Németország | 5 – 3 | 5–3      | Barátságos mérkőzés                            |
| 2. | 2014. június 15. | Estádio Nacional Mané Garrincha, Brazíliaváros, Brazília | Ecuador     | 1 – 1 | 2–1      | 2014-es labdarúgó-világbajnokság               |
| 3. | 2015. október 9. | Kybunpark, St. Gallen, Svájc                             | San Marino  | 3 – 0 | 7–0      | 2016-os labdarúgó-Európa-bajnokság (selejtező) |
| 4. | 2016. június 3.  | Stadio di Cornaredo, Lugano, Svájc                       | Moldova     | 2 – 1 | 2–1      | Barátságos mérkőzés                            |
| 5. | 2016. június 15. | Parc des Princes, Párizs, Franciaország                  | Románia     | 1 – 1 | 1–1      | 2016-os labdarúgó-Európa-bajnokság             |

## Statisztikái

### Klubcsapatokban
Legutóbb frissítve:2021. április 24-én lett.
| Klub             | Idény          | Liga               | Liga       | Liga  | Nemzeti kupa | Nemzeti kupa | Nemzetközi kupa | Nemzetközi kupa | Összesen   | Összesen |
| Klub             | Idény          | Bajnokság          | Mérkőzések | Gólok | Mérkőzések   | Gólok        | Mérkőzések      | Gólok           | Mérkőzések | Gólok    |
| ---------------- | -------------- | ------------------ | ---------- | ----- | ------------ | ------------ | --------------- | --------------- | ---------- | -------- |
| Zürich           | 2008–09        | Swiss Super League | 11         | 2     | 2            | 0            | 2               | 0               | 15         | 2        |
| Zürich           | 2009–10        | Swiss Super League | 22         | 3     | 2            | 3            | 2               | 0               | 26         | 6        |
| Zürich           | 2010–11        | Swiss Super League | 33         | 10    | 4            | 3            | —               | —               | 37         | 13       |
| Zürich           | 2011–12        | Swiss Super League | 18         | 4     | 3            | 1            | 10              | 3               | 31         | 8        |
| Zürich           | Összesen       | Összesen           | 84         | 19    | 11           | 7            | 14              | 3               | 109        | 29       |
| Dinamo Kijiv     | 2011–12        | Premjer Liha       | 9          | 1     | 0            | 0            | —               | —               | 9          | 1        |
| Dinamo Kijiv     | 2012–13        | Premjer Liha       | 16         | 0     | 1            | 0            | 5               | 0               | 22         | 0        |
| Dinamo Kijiv     | Összesen       | Összesen           | 25         | 1     | 1            | 0            | 5               | 0               | 31         | 1        |
| SC Freiburg      | 2013–14        | Bundesliga         | 32         | 12    | 3            | 0            | 5               | 1               | 40         | 13       |
| SC Freiburg      | 2014–15        | Bundesliga         | 28         | 4     | 4            | 3            | —               | —               | 32         | 7        |
| SC Freiburg      | Összesen       | Összesen           | 60         | 16    | 7            | 3            | 5               | 1               | 72         | 20       |
| Bayer Leverkusen | 2015–16        | Bundesliga         | 28         | 2     | 2            | 0            | 11              | 5               | 41         | 7        |
| Bayer Leverkusen | 2016–17        | Bundesliga         | 22         | 3     | 2            | 0            | 6               | 1               | 30         | 4        |
| Bayer Leverkusen | 2017–18        | Bundesliga         | 12         | 2     | 3            | 0            | —               | —               | 15         | 3        |
| Bayer Leverkusen | Összesen       | Összesen           | 62         | 7     | 7            | 0            | 17              | 6               | 86         | 13       |
| VfL Wolfsburg    | 2017–18        | Bundesliga         | 5          | 1     | 1            | 0            | —               | —               | 6          | 1        |
| VfL Wolfsburg    | 2018–19        | Bundesliga         | 26         | 6     | 2            | 1            | —               | —               | 28         | 7        |
| VfL Wolfsburg    | 2019–20        | Bundesliga         | 21         | 2     | 0            | 0            | 5               | 1               | 26         | 3        |
| VfL Wolfsburg    | 2020–21        | Bundesliga         | 18         | 0     | 1            | 0            | 3               | 2               | 22         | 2        |
| VfL Wolfsburg    | Összesen       | Összesen           | 70         | 9     | 4            | 1            | 8               | 3               | 82         | 13       |
| Teljes karrier   | Teljes karrier | Teljes karrier     | 301        | 52    | 30           | 16           | 45              | 12              | 380        | 76       |

1. ↑  Pályára lépései az UEFA-kupán.
2. 1 2 3  Pályára lépései a Bajnokok ligájában.
3. ↑  Négy pályára lépése és két gólja a Bajnokok ligájában, hat  pályára lépése és egy gólja az Európa-ligában.
4. ↑  Három pályára lépése a Bajnokok ligájában, két pályára lépese az Európa-ligában.
5. ↑  Hét pályára lépese és öt gólja a Bajnokok ligájában, négy pályára lépése az Európa-ligában.
6. 1 2  Összes pályáralépése az Európa-ligában.

### A válogatottban
Legutóbb frissítve:2021. június  3-án lett.
| Nemzeti csapat | Évek     | Pályára lépések | Gólok |
| -------------- | -------- | --------------- | ----- |
| Svájc          |          |                 |       |
| 2011           | 7        | 0               |       |
| 2012           | 6        | 1               |       |
| 2013           | 5        | 0               |       |
| 2014           | 12       | 1               |       |
| 2015           | 8        | 1               |       |
| 2016           | 12       | 4               |       |
| 2017           | 8        | 0               |       |
| 2018           | 2        | 1               |       |
| 2019           | 5        | 1               |       |
| 2020           | 5        | 1               |       |
| 2021           | 4        | 0               |       |
| Összesen       | Összesen | 74              | 10    |

### Góljai a válogatottban
| #  | Dátum               | Helyszín                                   | Pályára lépései száma | Ellenfél    | Gól | Verseny | Végeredmény                                |
| -- | ------------------- | ------------------------------------------ | --------------------- | ----------- | --- | ------- | ------------------------------------------ |
| 1  | 2012. május 26.     | St. Jakob-Park, Bázel, Svájc               | 9                     | Németország | 5–3 | 5–3     | Barátságos mérkőzés                        |
| 2  | 2014. június 15.    | Mané Garrincha, Brazíliaváros, Brazília    | 22                    | Ecuador     | 1–1 | 2–1     | 2014-es világbajnokság                     |
| 3  | 2015. október 9.    | AFG Arena, St. Gallen, Svájc               | 35                    | San Marino  | 3–0 | 7–0     | 2016-os Európa-bajnokság-selejtező         |
| 4  | 2016. június 3.     | Cornaredo stadion, Lugano, Switzerland     | 42                    | Moldova     | 2–1 | 2–1     | Barátságos mérkőzés                        |
| 5  | 2016. június 15.    | Parc des Princes, Párizs, Franciaország    | 44                    | Románia     | 1–1 | 1–1     | 2016-os Európa-bajnokság                   |
| 6  | 2016. szeptember 6. | St. Jakob-Park, Bázel, Svájc               | 47                    | Portugália  | 2–0 | 2–0     | 2018-as világbajnokság-selejtező           |
| 7  | 2016. október 10.   | Nemzeti Stadion, Andorra la Vella, Andorra | 49                    | Andorra     | 2–0 | 2–1     | 2018-as világbajnokság-selejtező           |
| 8  | 2018. szeptember 8. | Kybunpark, St. Gallen, Svájc               | 59                    | Izland      | 6–0 | 6–0     | 2018–2019-es UEFA Nemzetek Ligája (A liga) |
| 9  | 2019. szeptember 8. | Stade Tourbillon, Sion, Svájc              | 63                    | Gibraltár   | 2–0 | 4–0     | 2020-as Európa-bajnokság-selejtező         |
| 10 | 2020. november 11.  | Den Dreef, Leuven, Belgium                 | 69                    | Belgium     | 1–0 | 1–2     | Barátságos mérkőzés                        |